# Doguéraoua
Doguéraoua ou Doguérawa, Dogaraoua, est une localité et une commune rurale du Niger, du département de Malbaza, région de Tahoua.

## Géographie
Doguéraoua est située sur la route nationale 1 à 11 km à l'est du chef-lieu départemental Malbaza.  
| Badaguichiri | Allakaye        | Tama              |
| Malbaza      | Doguéraoua      | Galma Koudawatché |
| Tsernaoua    | Gada ( Nigeria) | Sabon Guida       |

## Histoire
La commune rurale de Doguéraoua instaurée lors de la réforme administrative nationale de 2002 est issue du canton de Doguéraoua. 

## Population
Lors du recensement général de 2012, la population communale est relevée à 117 975 habitants. La localité compte 8 673 habitants en 2012.

## Services et infrastructures
- Centre de Santé Intégré (CSI) à Doguéraoua, Galmi, Gounfara, Kaouara et Sabonga.
- Collège d'enseignement général (CEG) à Doguéraoua,
- Centre de formation aux métiers (CFM) à Doguéraoua.